# Ocean Network Express
Ocean Network Express (ONE) é uma empresa marítima de transporte de contêineres. A companhia é uma joint-venture administrada pela empresa-mãe japonesa Ocean Network Express Holdings, Ltd. 

## História
A holding está sediada em Tóquio, com sedes regionais em Hong Kong, Singapura, Reino Unido, Estados Unidos e Brasil.
A empresa foi constituída em 7 de julho de 2017 e iniciou suas operações em 1º de abril de 2018.
A ONE foi criada pelas três grandes companhias de navegação japonesas NYK, MOL e “K” Line, que combinaram seus respectivos negócios de contêineres em ONE. Isso fez da ONE uma das maiores empresas de transporte de contêineres do mundo desde o momento em que foi fundada. NYK é o maior acionista da empresa com 38% de participação, enquanto a MOL e a linha “K” detêm 31%.

## Frota
Quando de sua fundação, a frota da empresa contava com 240 navios porta-contentores, incluindo 31 navios porta-contentores com capacidade de cerca de 14.000 TEU ou superior, dos quais 6 com capacidade de 20.000 TEU. Como resultado da fusão, também herdou pedidos de navios porta-contêineres de seus antecessores, com um navio ultragrande de 20.000 TEU e doze navios de 14.000 TEU a serem entregues (os navios porta-contêineres da classe Millau). Uma revisão de tonelagem foi programada para acontecer dentro de 18 meses a partir do início das operações, a fim de ser competitivo em todos os serviços, usando os navios mais recentes, tecnológicos e ecológicos disponíveis para serem construídos.